# Stenellipsis ochraceotincta
Stenellipsis ochraceotincta es una especie de escarabajo longicornio del género Stenellipsis, tribu Acanthocinini, subfamilia Lamiinae. Fue descrita científicamente por Fauvel en 1906.
La especie se mantiene activa durante el mes de noviembre.

## Descripción
Mide 5 milímetros de longitud.

## Distribución
Se distribuye por Nueva Caledonia.